# Какенсторф
Какенсторф (њем. Kakenstorf) општина је у њемачкој савезној држави Доња Саксонија. Једно је од 42 општинска средишта округа Харбург. Према процјени из 2010. у општини је живјело 1.411 становника. Посједује регионалну шифру (AGS) 3353021.

## Географски и демографски подаци
Какенсторф се налази у савезној држави Доња Саксонија у округу Харбург. Општина се налази на надморској висини од 49 метара. Површина општине износи 12,7 km². У самом мјесту је, према процјени из 2010. године, живјело 1.411 становника. Просјечна густина становништва износи 111 становника/km².